# Dipartimento di Sassandra
Il dipartimento di Sassandra è un dipartimento della Costa d'Avorio situato nella regione di Gbôklé, distretto di Bas-Sassandra.
Nel censimento del 2014 è stata rilevata una popolazione di 299.500 abitanti. 
Il dipartimento è suddiviso nelle sottoprefetture di Dakpadou,  Grihiri, Lobakuya, Médon, Sago e Sassandra.